# NGC 6349
NGC 6349 este o galaxie situată în constelația Hercule. A fost descoperită în 15 iulie 1879 de către Édouard Stephan⁠(d).